# Minecraft

Sedáky ve tvaru předmětů ze hry, Pyrkon 2013

Minecraft je počítačová hra, která se odehrává v otevřeném světě, kde má hráč neomezenou svobodu pohybu a činnosti. Hra je napsaná v programovacím jazyce Java. Byla vyvinuta v roce 2009 švédským vývojářem Markusem Perssonem, známým též pod přezdívkou Notch. Spolu s hrou založil společnost Mojang Studios, která hru stále vyvíjí, a to i přesto, že ji v roce 2014 odkoupila za 2,3 miliardy amerických dolarů společnost Microsoft. Minecraft je nejprodávanější videohrou v historii, kopií se prodalo více než 238 milionů a k roku 2021 ji měsíčně aktivně hrálo téměř 140 milionů hráčů.
Celý herní svět se skládá z krychlí, které představují nejrůznější materiály s různorodými vlastnostmi. Hru lze hrát v režimu singleplayer (hra jednoho hráče), nebo multiplayer (hra o více hráčích). Ve hře je několik herních módů, kterými lze ovlivnit, zda bude hráč nesmrtelný, zda se má po jeho smrti smazat aktuální svět apod. Kromě základních herních módů jsou zde také 4 stupně obtížnosti (mírumilovný, snadný, normální a těžký), které mají vliv na obtížnost hry v podobě výskytu stvoření a regenerace životů.
Alfa verze hry pro PC byla vydána 17. května 2009. Plná verze však byla vydána až 18. listopadu 2011 na akci Minecon 2011. Verze pro Android byla vydána již 7. října 2011 a verze pro iOS dne 17. listopadu 2011. Minecraft pro Xbox 360 byl vydán 9. května 2012, pro PlayStation 3 17. prosince 2013, pro PlayStation 4 4. září 2013 a pro PlayStation Vita 14. září 2014. Verze hry pro Windows Phone byla vydána 10. prosince 2014.
Minecraft získal od svého vydání pozitivní kritiky a je považován za jednu z nejlepších videoher vůbec.

## Hratelnost

### Herní režimy
Minecraft má pět herních režimů: hra o přežití, nemilosrdná hra, tvořivá hra, dobrodružná hra a pozorovací hra.

#### Hra o přežití (Survival)
Jedná se o herní mód, ve kterém se hráč snaží přežít v nehostinném světě a k dispozici jsou mu pouze přírodní zdroje – obstarává si jídlo, brání se proti příšerám, staví si dům, či farmaří. Po smrti je možné pokračovat ve hře.

#### Nemilosrdná hra (Hardcore)
Princip je stejný jako ve hře o přežití s tím rozdílem, že po hráčově smrti již není možné v daném světě pokračovat (bez využití cheatů), pouze je možné si jej prohlížet v pozorovací hře.

#### Tvořivá hra (Creative)
Hráč je nesmrtelný, může létat, okamžitě ničit všechny bloky a má přístup k neomezeným zásobám surovin. Může také ničit v hře o přežití nezničitelné bloky (např. bedrock).

#### Dobrodružná hra (Adventure)
Na rozdíl od předchozích typů hry zde s bloky nelze interagovat. Je možné provádět interakce pouze se stvořeními, předměty a některými bloky.

#### Pozorovací hra (Spectator)
V tomto módu není možná vůbec žádná interakce s prostředím. Hráč může prolétávat bloky a dívat se z pohledu ostatních hráčů a mobů.

### Stupně obtížnosti
Existují 4 základní stupně obtížnosti. Stupeň obtížnosti lze průběžně měnit v nastavení hry, pokud hráč není v módu nemilosrdné hry.
- Mírumilovná – nejsou zde žádná nepřátelská stvoření kromě draka z Endu. Hráči se průběžně doplňují životy a nemá hlad.
- Lehká – hráč dostává menší zranění, při hladovění se život sníží na polovinu maxima. Ve tmě se objevují příšery, které útočí na hráče.
- Normální – normální obtížnost hry, při hladovění hráči zůstane jen půl srdce (1 bod života). Ve tmě se objevují příšery, které na hráče útočí.
- Těžká – hráč dostává větší zranění od nepřátel a výbuchů, zombie mohou ničit dveře a hráč může vyhladovět. Ve tmě se objevují příšery, které útočí na hráče a jeskynní pavouci mohou hráče otrávit.

### Dimenze
Ve hře jsou tři základní dimenze: Svět, Nether a End. Jednotlivé dimenze jsou propojeny portály, přičemž struktura každého z nich je závislá na tom, jaké dimenze propojuje.

#### Svět
Svět je dimenze, ve které se hráč objeví na začátku hry. Existuje od vydání první verze Minecraftu. Od verze Beta 1.0 je spodní část mapy ohraničena podložím, které lze zničit pouze v módu tvořivé hry. Volně se zde pohybují zvířata, v temných částech světa se mohou objevit i stvoření. Je velký 59 999 968×59 999 968×384 bloků, které i ve hře jsou přepočteny na metry v poměru 1:1.
Generují se zde struktury jako líhně, chrámy, opuštěné doly, trhliny, jeskyně, jezera, řeky, pevnosti, vesnice apod. Obsahuje velké množství biomů, jejich variací a několik technických biomů. Mezi biomy patří například lesy, pouště, džungle, bažiny, nížiny, oceány a mnoho dalších.

#### Nether
Nether je dimenze, do které se lze dostat pomocí portálu, který se vyrábí z obsidiánu. Nether má oproti běžnému světu výšku 128 bloků a délka je 8krát menší – 1 blok v Netheru je stejná vzdálenost jako 8 bloků v normálním světě. Nether tvoří zejména netherová suť a láva. Podložím je dimenze ohraničena zdola i shora. Nachází se zde z většiny nepřátelská stvoření. V Netheru se nachází pevnosti, bastily, fosilie a poničené portály.
Nether byl přidán ve verzi Alpha 1.2.0 (Halloween Update), podstatně byl vylepšen ve verzích 1.0.0 (Adventure Update) a 1.16 (Nether Update).

#### End
End je poslední dimenze, do které se hráč má šanci dostat po doplnění endových očí do portálu v pevnosti. Při prvním vstupu se na hlavním ostrově objeví nepřátelský drak z Endu, který se regeneruje pomocí endových krystalů. Po zabití draka hráč obdrží zkušenosti a aktivuje se portál vedoucí zpět do světa, na kterém se objeví dračí vejce. Po vstupu do portálu se zobrazí závěrečné titulky. Zároveň se v Endu vytvoří portály vedoucí na „vnější ostrovy“ v Endu, do kterých se lze dostat pouze pomocí endové perly. Pro End je typické velké množství endermanů a enderitu, materiálu, ze kterého jsou tvořeny všechny létající ostrovy.

#### Typy generace herního světa
Ve hře je dostupné celkem šest možností generování mapy:
- Výchozí – klasicky generovaný svět se všemi biomy
- Dokonalá rovina – svět generovaný po vrstvách – v dané výšce terénu je vždy jen jediný typ bloků. Hráč může při generování světa zadat, ve které výšce budou jaké bloky a které struktury se na nich mají generovat
- Rozlehlé biomy – klasicky generovaný svět, jen jsou biomy 16krát větší než ve výchozím světě
- Zesílený – klasicky generovaný svět, ale výška terénu dosahuje až maximální hranice 320 bloků
- Vlastní – hráčem upravený svět pomocí kombinace jednoho biomu a dimenze
- Režim ladění – svět, kde jsou všechny typy bloků ve hře poskládány kostku od sebe v prázdném světě, lze vygenerovat pouze pokud hráč pří výběru typu generace drží klávesu Shift

### Mobové
Mobové jsou živá stvoření, se kterými se hráč ve hře setká. Dělí se na několik typů podle chování a vlastností:

#### Pasivní
Nikdy hráče nenapadnou a někteří mu mohou být dokonce prospěšní. Patří mezi ně například vesničan, prase, oliheň, slepice, kráva, ovce a kůň.

#### Neutrální
Na hráče nezaútočí, dokud nejsou vyprovokováni. Mezi ně patří vlk, Zombified Piglin (Pigman), Piglin, Enderman a včela. Při vyprovokování jednoho člena skupiny vlk, pigman, piglin a včela se brání všichni v okolí a útočí společně. K vyprovokování Endermana stačí pohled do jeho očí.

#### Agresivní
Agresivní stvoření ihned útočí na hráče, pokud ho zaregistrují (na vzdálenost 16 bloků; Zombie však 40). Většina z nich potřebuje určitou úroveň světla, aby se zrodili (přichází za tmy).
Mezi agresivní stvoření patří například: Creeper, Skeleton, Zombie, Ghast, Blaze, Endermite, Witch, Wither skeleton, Husk, Stray, Drowned, Phantom, Hoglin a Piglin Brute. Jsou zde dva typy pavouků: normální (větší), kteří za světla se stávají neutrálními a jeskynní (menší), kteří mohou hráče otrávit.

#### Ochočitelní (Pasivní s možností ochočení)
Některá zvířata může hráč ochočit.
- Kočka – dá se ochočit pomocí ryby, vyskytuje se ve vesnicích a slouží k plašení Creeperů. Barvivem lze změnit barvu obojku.
- Pes (po ochočení vlka kostí) – brání hráče a plaší kostlivce, navíc útočí na pasivní moby, které v jeho blízkosti hráč zraní. Barvivem lze změnit, stejně jako u koček, barvu obojku.
- Kráva, ovce, slepice, prase, ocelot (následují hráče, pokud má v ruce pšenici [ovce, kráva]; mrkev [prase, zajíc]; semínka [slepice]; pampelišku [zajíc]; rybu [ocelot]). Všichni kromě ocelota jsou chovaní hlavně kvůli masu, ale i dalším surovinám například: kůže, peří, vlna.
- Kůň – určen k jízdě, podržením mezerníku je možné skákat. Při zabití z něj padá kůže. Může mít na sobě koňské brnění, které nelze vyrobit (lze získat v generovaných strukturách). Může vyskočit maximálně 5 bloků do výšky.
- Osel – velmi podobný koni, je možné na něj umístit truhlu. Jezdí pomaleji.
- Mula – kříženec osla a koně, nelze ho nalézt volně v přírodě.
- Lama – lze ji nalézt ve volné přírodě, následně ochočit a umístit na ni truhlu. Počet slotů v truhle ovlivňuje tzv. síla lamy. Za ochočenou lamu se seřadí několik dalších lam. Lamu lze ozdobit kobercem.
- Papoušek – lze ho nalézt v džungli, dá se ochočit pomocí semínek. Jakmile je papoušek ochočený, dá se kliknutím myši papouška posadit, pokud ovšem nesedí, tak přiletí hráči přímo na rameno (hráč může mít na ramenech dva papoušky). Papoušek se dá najít v pěti barvách (červené, šedé, zelené, tmavě modré a světle modré). Pokud se u papoušků položí hrací skříň a následně vloží libovolná gramofonová deska, tak papouškové začnou měnit barvu a začnou „tančit“, jakmile hudba přestane hrát, změní se na jejich barvu. Papoušek dokáže imitovat zvuky nepřátelských mobů.

#### Užiteční
Jsou vytvořeni hráčem.
- Železný Golem – může se též objevit ve větší NPC vesnici, zabíjí agresivní a některé neutrální moby, po napadení může zranit, či dokonce zabít (pokud je však vytvořen hráčem, tak na něj nikdy nezaútočí)
- Sněžný Golem – sněhulák, je neutrální, v dešti nebo ve vodě pomalu umírá a od novějších verzí mu můžete sundat pomocí nůžek jeho hlavu, kterou tvoří dýně.

#### Vůdcovští (Bossové)
Vůdcovští mobové mají složitější útočné vzory a pohyby. Mají také velké množství zdraví, ubírají hráči výrazně více životů a jsou také většinou větší než obyčejní mobové.
- Drak z Endu (Ender Dragon): Jedná se o obrovského draka, který létá v Endu, má 200 bodů života a dokáže se po útoku zregenerovat díky end krystalům, umístěných na věžích z obsidiánu, které je třeba před samotným útokem na draka zničit. Za zabití draka se získá 1000 zkušeností, dračí vejce a objeví se portál do normálního světa. Od verze 1.9 se navíc objeví portál do „temných hlubin Endu“ a navíc je možné draka znovu oživit vyskládáním čtyř end krystalů kolem portálu domů. Za jeho zabití se pak získá už jen 500 zkušeností.
- Wither: Jedná se o tříhlavou létající příšeru, která střílí tzv. Witherovy lebky, které mají destruktivní účinky a pokud hráče taková hlava trefí, ubudou mu 4 srdíčka (8 bodů života) a navíc dostane elixírový efekt usychání, který hráči ubírá životy a Wither se díky tomu regeneruje. Wither se přírodně nikde neobjevuje, proto je třeba jej v případě potřeby vyvolat naskládáním 4 písků duší do tvaru písmena T a 3 lebek wither kostlivců. Wither má 150 srdíček (300 životů) a napadá všechny živé tvory ve svém okolí. Po jeho zabití z něj padne Nether hvězda, která je zapotřebí pro výrobu majáku (beaconu).

## Vývojové verze

### Snapshoty
Vždy před vydáním nové, oficiální verze hry počítačové edice vývojáři pravidelně uvolňují tzv. snapshoty, které se řadí podle data jejich vydání. Několik dní před vydáním patche jsou předběžně vydány verze určené pro tvůrce modifikací.

### Beta verze
Pro Bedrock edici nevychází snapshoty, ale beta verze, které bývají často obsahově menší, ale jsou vydávány až na výjimky častěji. Používají také jiný typ značení, který je více spjat s číslem následující verze.

### Bedrock Edition
Úspěch Minecraftu vyústil i ve vytvoření verze pro mobilní telefony a tablety, později i pro herní konzole. V této verzi byly dříve také speciální bloky a itemy (věci), například nether reactor či modrá květina namísto červené. Prodalo se jí více než 10 milionů kusů. Tuto metu překonal Minecraft (dříve Minecraft: Pocket Edition) v květnu 2013. Dostupný je jak na Android, iOS a i na některých herních konzolích.

### Raspberry Pi
Verze Minecraftu pro Raspberry Pi byla oficiálně ohlášena na MineConu 2012. Mojang uvedl, že Pi Edition je podobná Pocket Edition, kromě toho, že je downgradovaná na starší verzi a je přidána možnost používat textové příkazy na editaci herního světa. Hráči mohou otevřít kód hry a použít programovací jazyky k manipulaci věcí v herním světě. Hra byla omylem zveřejněna 20. června 2012, ale byla rychle stažena zpět. Oficiálně byla vydána 11. února 2013. V roce 2016 bylo vyhlášeno, že už nebudou žádné další aktualizace.

## Soundtrack
Hudbu a zvukové efekty v Minecraftu byly vytvořeny německým muzikantem Danielem Rosenfeldem, lépe známým jako C418. Hudba v pozadí Minecraftu je instrumentální, ambientní hudba. 4. března 2011 Rosenfeld vydal soundtrack nazvaný Minecraft – Volume Alpha, který obsahuje většinu stop, které byly použity v Minecraftu a také další hudbu, která ve hře nebyla. Herní blog Kotaku vybral hudbu z Minecraftu jako jeden z nejlepších herních soundtracků roku 2011. 9. listopadu 2013 Rosenfeld vydal druhý oficiální soundtrack nazvaný Minecraft – Volume Beta, který obsahuje hudbu přidanou do pozdějších verzí hry. Fyzické vydání Volume Alpha, které obsahuje několik CD, černou gramofonovou desku a limitovanou edici transparentních zelených gramofonových desek, bylo vydáno hudebním vydavatelstvím Ghostly International 21. srpna 2015.

## Návody
Jelikož je Minecraft velmi složitou hrou, hráči se v mnoha případech spoléhají na návody. Ty jsou důležité zejména z důvodu, že mnoho herních prvků Minecraftu není na první pohled zřejmých. Existuje ale celá řada oblastí, ve kterých se běžný hráč bez návodů zcela ztratí. Jde především o výrobu věcí (crafting), farmaření, redstonové obvody a vstup do jiných dimenzí. K dalším návodům patří příkazy a příkazové bloky, které se využívají v různých dobrodružných mapách nebo na serverech. Od verze 1.8 s nimi je možné dělat mnoho různých věcí, ale jejich použití vyžaduje složité tutoriály a hodně učení. K přežití to ale není potřeba, jedná se pouze o přídavek. Mojang Studios v minulosti vydalo několik příruček a knih. Každá kniha se zaměřuje na podstatnou věc, např. stavění, těžba, crafting atd.

## Herní modifikace a resource packy
Do Minecraftu lze přidat různé modifikace. Jsou hlavně pro ty hráče, které už klasický Minecraft přestal bavit. Mohou si tak přidat spoustu věcí od různých maličkostí až po možnost komplexního těžícího, farmářského a třídícího systému. Přidávají stovky nových mobů, systémy questů (úkolů), nové dimenze a jiné. Neexistuje žádná jiná hra, na kterou by bylo takové množství modifikací, jako právě Minecraft[zdroj?]. V současnosti[kdy?] existuje přes 83 000 módů, které si lze do hry přidat. Existují i skupiny lidí, které vyvíjejí komplexní balíky i několika stovek módů. Tyto tzv. modpacky jsou někdy extrémně hardwarově náročné a dohrání může vyžadovat i několik tisíc hodin.
Módy nejsou přímo podporovány Mojangem, takže je třeba mít nainstalovaný pomocný software (kupř. Forge nebo Fabric), díky kterému je lze spustit. Veškeré modifikace hry jsou v současné době v tzv. šedé zóně – Mojang povolil jejich používání ve své hře, ale nesmí být žádným způsobem zpoplatněné. Všechny jsou k dispozici zdarma, pro přehlednost se stahují z velkých modových bank (např. CurseForge.com).
Dále se do Minecraftu dají přidat tzv. resource packy (zdrojové balíčky), které mění vzhled bloků a věcí, písma, zvuky, ale třeba i jazyky.

## Lego
Minecraft je druhá hra na světě, která se dostala i do světoznámé stavebnice Lego. První byla Princ z Persie: Písky času. Aktuálně[kdy?] je možné si zakoupit více než 7 takovýchto setů stavebnice s touto tematikou. Je též možné zakoupit figurky inspirované touto hrou.